# ألويس مولر (فسيولوجي)
ألويس مولر (ولد في 22 مارس 1892 في شمتن (Schmitten, Fribourg) في فريبورغ - توفي في 12 يناير 1979 في فريبورغ) كان عالمًا سويسريًّا في وظائف الأعضاء.

## حياته

### العائلة والتعليم
عُمد في الكنيسة ككاثوليكي، أصله من شارع شيمتنار (Schmittener)، أبوه جوزيف مولر كان يعمل كمزارع وزوجته إليزابيث ني سبيتشر.

## المؤلفات
- مقدمة في ميكانيكا الدورة الدموية: إميل عبدهالدن (محرر): كتيب أساليب العمل البيولوجية، المجلد 8، أوربان وششورزنبرغ، برلين 1928.
- مقالات عن ميكانيكا السوائل مع إيلاء اهتمام خاص لديناميكا الدم، مكتبة جامعة فرايبورغ 1936.

### أعماله الأدبية
- Werner Schuder (Hrsg.): Kürschners Deutscher Gelehrten-Kalender, 10. Ausgabe, Berlin, 1966, Bd. 1, S. 1660.
- Angiologica, Band 4, Karger, Basel, 1967, S. 147.
- Poggendorff, Hwb. 7a, Tl. 3, S. 358 f. (mit Werkverzeichnis).
- La Liberté, 29. Januar 1979.
- Professoren-Kommission geleitet von Roland Ruffieux und Rektorat der Universität (Hrsg.): Histoire de l’Université de Fribourg, Suisse, 1889–1989. Institutions, enseignement, recherches = Geschichte der Universität Freiburg Schweiz, 1889–1989. Institutionen, Lehre und Forschungsbereiche, Ed. Universitaires, Freiburg im Üechtland, Bd. 2, 1991, S. 855 f.; Bd. 3, 1992, S. 974.

## روابط خارجية
- Müller, Aloys بالألمانية وبالفرنسية وبالإيطالية من قاموس سويسرا التاريخي على الإنترنت.